# Сотка-24
Сотка-24 (рос. Сотка-24) — печера в Архангельській області, на Біломорсько-Кулойському плато європейської півночі Росії. Карстова печера горизонтального типу простягання. Загальна протяжність — 350 м. Глибина печери становить 18 м. Категорія складності проходження ходів печери — 2Б.